# Geographisches Lexikon der Schweiz

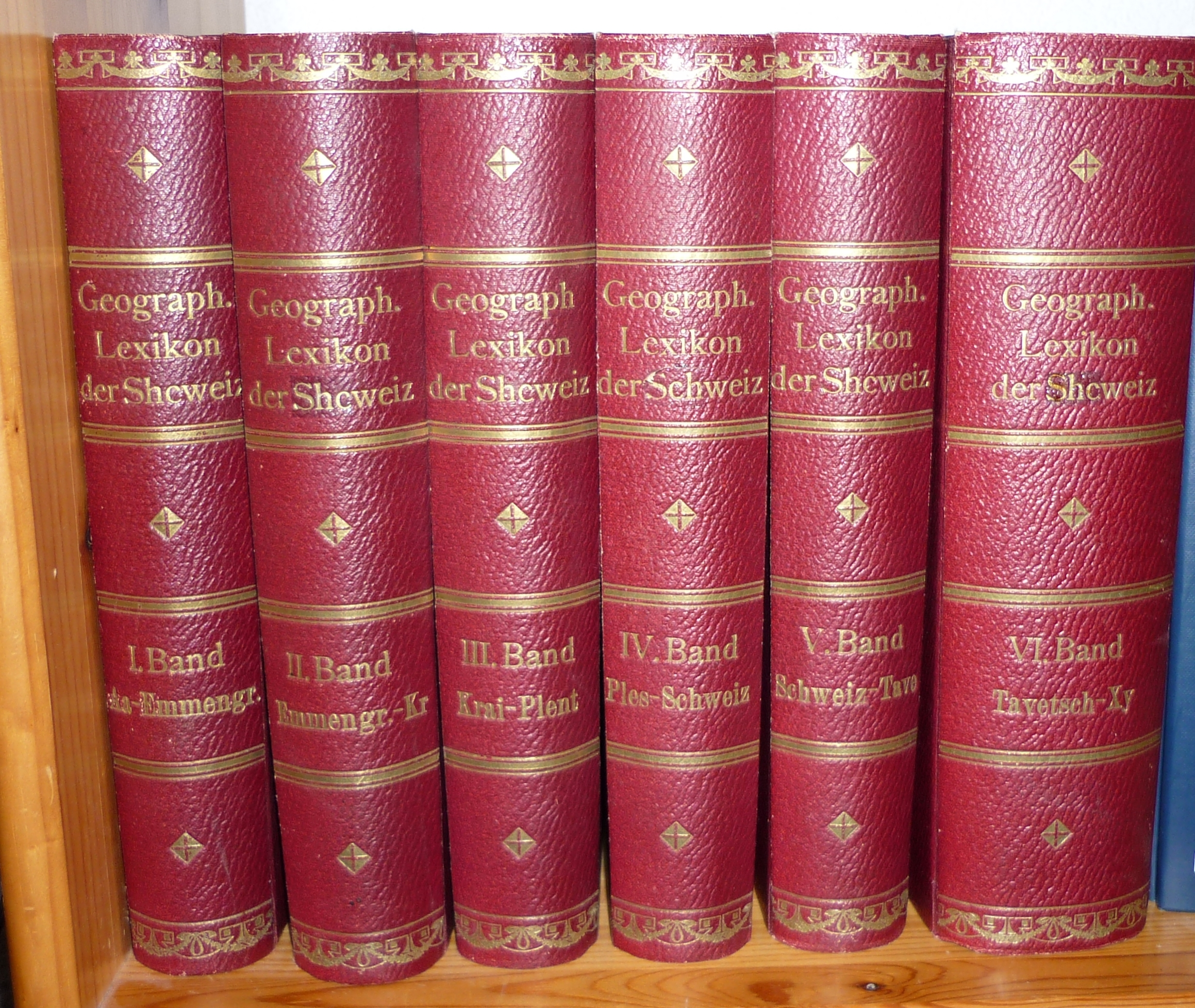
Bände 1–6 des Geographischen Lexikons der Schweiz

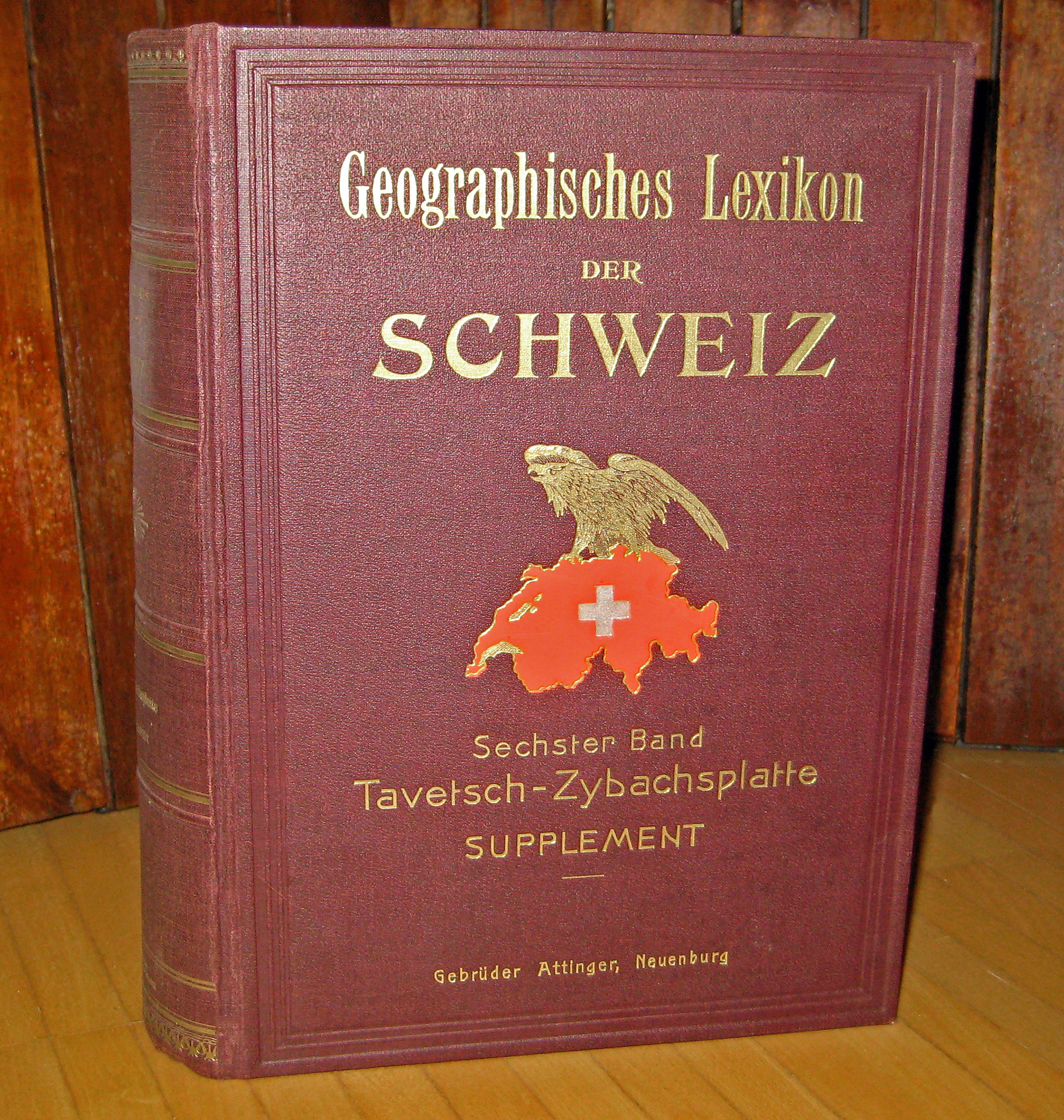
Band 6 des Geographischen Lexikons der Schweiz

Das Geographische Lexikon der Schweiz wurde von der Geographischen Gesellschaft zu Neuenburg (Société neuchâteloise de géographie) herausgegeben. Die redaktionelle Leitung hatte Charles Knapp, der in Verbindung mit „Fachmännern aus allen Kantonen“ stand. Mitherausgeber waren der Verleger Victor Attinger und der Kartograf Maurice Borel. Das Werk zählt sechs Bände und erschien in Neuenburg im Verlag der Gebrüder Attinger in den Jahren 1902 bis 1910.

## Ausgaben
Bände
- Band 1: Aa – Emmengruppe. 1902. 704 Seiten
- Band 2: Emmenholz – Kraialppass. 1904. 768 Seiten
- Band 3: Krailigen – Plentsch. 1905. 768 Seiten
- Band 4: Plessur – Schweiz. 1906. 770 Seiten
- Band 5: Schweiz – Tavetsch. 1908. 768 Seiten
- Band 6: Tavetsch (Val) – Zybachsplatte, Supplement – letzte Ergaenzungen – Anhang. 1910. 1328 Seiten

Zeitgleich wurden sechs Bände auf Französisch unter dem Titel Dictionnaire géographique de la Suisse publiziert:
- Tome 1: Aa – Engadine. 1902. 704 Seiten
- Tome 2: Engadine (Alpes d’) – Langenberg. 1903. 768 Seiten
- Tome 3: Langenberg – Pyramides. 1905. 771 Seiten
- Tome 4: Quader – Sovrana. 1906. 766 Seiten
- Tome 5: Soyhières – Tofa (la). 1908. 768 Seiten
- Tome 6: Toffen – Zybachsplatte; Supplément, dernières notes, appendice. 1910. 1136 Seiten

## Inhalt
Das Werk hat zum Ziel, das «Studium von Boden und Volk der Schweiz zu erleichtern» (Redaktionsleitung: Vorwort zu Band 1). Der Text wurde mit Plänen, Karten, Illustrationen und Fotografien aller wichtiger Orte angereichert. Insgesamt sind in den sechs Bänden «37'117 Namen, 32'893 Artikel mit 5'146 Illustrationen, Plänen und graphischen Darstellungen im Text, sowie 150 farbige Tafeln ausser dem Texte» (Nachwort in Band 6) enthalten. Das Supplement geht über reine Errata hinaus und bietet zudem zusätzliche Artikel – zum Teil waren sie zu spät bei der Redaktion eingereicht worden – sowie Erweiterungen einzelner Artikel, die sich in der «Mehrzahl […] auf den Buchstaben A beziehen» (Zur Beachtung, Hinweis zum Supplément in Band 6). Der Anhang in Band 6 enthält Verzeichnisse der Kantone, Bezirke und Gemeinden, der Schweiz der Eisenbahn-, Strassenbahn- und Dampfboot-Stationen, der Poststellen sowie der Telegrafenbüros und öffentlichen Telefon-Sprechstationen.
Das Lexikon erhebt den Anspruch, von allen Gegenden der Schweiz eine «scharfe und bis ins Kleinste genaue, dabei aber auch den praktischen Zwecken dienende und jedermann zugängliche Beschreibung zu geben» (Redaktionsleitung: Vorwort zu Band 1). Dabei mussten «sowohl die physischen Verhältnisse des Landes (Gebirge, Täler, stehende und fliessende Gewässer etc.) wie die sozialen und politischen Einrichtungen seiner Bewohner (Weiler, Dörfer, Städte, Gemeinden, Bezirke, Kantone, Industrie, Handel, Bevölkerung etc.) gleichmässig ihre Berücksichtigung finden» (Redaktionsleitung: Vorwort zu Band 1). Nebst rein topographischen Beschreibungen wurde auch ein «Bild der […] wirtschaftlichen Lage der Schweiz zu Beginn des 20. Jahrhunderts» (Nachwort in Band 6) festgehalten.
Laut Redaktionskomitee war das Lexikon «dazu bestimmt, auf lange Jahre hinaus eine nützliche Quelle der Belehrung zu sein, zu der Alle greifen werden, denen das Studium unseres Vaterlandes am Herzen liegt» (Redaktionsleitung: Vorwort zu Band 1). Hundert Jahre später gilt das Geographische Lexikon der Schweiz immer noch als Referenzwerk auf seinem Gebiet.

«Wir glauben ohne unbescheidene Ueberhebung behaupten zu dürfen, ein Werk geschaffen zu haben, wie es zur Zeit in gleich weitgreifender Ausführung kein anders Land sein eigen nennen kann.»

## Entstehung
Das Nachwort zum Lexikon nennt nebst dem Verleger Victor Attinger auch Max Diacon, Stadtbibliothekar von Neuenburg, als ideelle Väter des Lexikons. Diacon konktaktierte 1899 Attinger mit der Idee einer Neubearbeitung des Buchs Vollständige Beschreibung des Schweizerlandes von Markus Lutz. Dieses Werk, das auch unter dem Titel Geographisch-statistisches Hand-Lexikon erschien, wurde 1822 in einer kürzeren Fassung und von 1827 bis 1835 in vier Bänden publiziert, eine Neuauflage stammt von 1856 und Übersetzungen ins Französische von 1836 und 1861. Attinger hatte selbst schon mit dem Gedanken gespielt, sah es aber als unmöglich an, da alles komplett neu gemacht werden müsste.
Durch den Austausch mit Diacon angeregt, skizzierte Attinger einen Plan und setzte sich mit dem Kartografen Maurice Borel (1860–1926) in Verbindung, da er das Werk umfassend illustriert haben wollte. Dieser empfahl Charles Knapp (1855–1921), Professor für Geographie und später Inhaber des Lehrstuhls für Völkerkunde und Kulturgeschichte an der Universität Neuenburg. Der ausgebildete Lehrer und wissenschaftliche Autodidakt war von 1892 bis 1921 auch Konservator des Völkerkundemuseums in Neuenburg und 1885 Mitgründer sowie damals Bibliothek-Archivar der das Lexikon herausgebenden geographischen Gesellschaft gewesen. Knapp übernahm die geographische Leitung des Lexikons.
Bei der Ausarbeitung eines 16-seitigen Musterbogens wurde den Verantwortlichen die Komplexität des umfangreichen Unternehmens bewusst. Nebst finanzieller Fragen musste der Verleger auch Autoren in der ganzen Schweiz gewinnen, die meist über die lokalen geographischen Gesellschaften vermittelt wurden. Nebst den ständigen bezahlten Autoren waren insgesamt «16'200 gelegentliche Mitarbeiter an dem Unternehmen beteiligt» (Nachwort in Band 6), darunter über 80 regelmässige Mitarbeiter, die mehrheitlich über die ganze Zeitdauer aktiv waren. Ein Büro erstellte während eines Jahres die Nomenklatur, während die Redaktion den Inhalt festlegte. Ein Sekretariat aus zwei Personen und mehreren Hilfskräften kümmerte sich um die Organisation, Korrespondenz, Übersetzungen und Revision der Artikel. Die Redaktionsleitung begutachtete dann die Manuskripte. Danach wurden die Texte an unzählige Korrekturen in der ganzen Schweiz verschickt, alle Artikel über Gemeinden wurden den jeweiligen Ortsbehörden zur Kenntnis zugeschickt. Professor Knapp musste in einzelnen Fällen zwischen Autoren mit unterschiedlichen Ansichten vermitteln.
Die Originaltexte wurden auf Französisch verfasst. Die deutsche Ausgabe wurde vom ETH-Bibliothekar Heinrich Brunner verantwortet, nachdem der Zürcher August Aeppli erkannte, dass die Aufgabe für ihn zu umfangreich ist. Brunner zog nach Neuenburg und revidierte später auch französische Texte. Erster Generalsekretär war Herrmann Perrenoud, der später verstarb und für kurze Zeit durch Friedrich Fol ersetzt wurde. Die Archivarin Jeanne Küffer, die von Beginn an im Sekretariat arbeitete, übernahm dann die Leitung des Sekretariats. Sie ist die einzige im Nachwort aufgeführte Frau.
Nach langem Prozedere erhielt das Projekt 1908 endlich eine Subvention des Bundes. Mit fast allen Kantonen wurden Übereinkommen getroffen, die einerseits eine Unterstützung vorsahen und anderseits einen vergünstigten Bezug erlaubten.

## Autoren
Unter den Tausenden von Mitwirkenden werden zu Beginn des sechsten Bands die Autoren aufgeführt, die am Lexikon mitgearbeitet haben. Im Nachwort sind einige Personen, die über viele Jahre massgebend mitgearbeitet haben, speziell erwähnt.
Die folgende Tabelle führt die im Nachwort verzeichneten Autoren auf:
| Name, Vorname               | Funktion                                                   | Beiträge zu Kanton                          | Einzelartikel                    | Fachgebiet                                                                                     |
| --------------------------- | ---------------------------------------------------------- | ------------------------------------------- | -------------------------------- | ---------------------------------------------------------------------------------------------- |
| Aeppli, August              | Professor (Geographie)                                     | Zürich                                      | Alpen                            |                                                                                                |
| André, Emil                 | Professor                                                  | Genf                                        |                                  |                                                                                                |
| Bächtold                    | Pfarrer                                                    | Schaffhausen                                |                                  |                                                                                                |
| Bähler                      | Pfarrer                                                    |                                             |                                  | Berner Oberland                                                                                |
| Baumgartner                 | Seminarlehrer                                              | Zug                                         |                                  |                                                                                                |
| Billwiller, R.              | Meteorologe                                                |                                             |                                  | Meteorologie                                                                                   |
| Blättler                    | Pfarrer                                                    | Nidwalden                                   |                                  |                                                                                                |
| Brandstetter, L.            | Professor (Linguistik)                                     |                                             |                                  | Etymologie der Zentralschweiz                                                                  |
| Bretscher, K.               | Privatdozent                                               |                                             |                                  | Fauna, Tiergeographie                                                                          |
| Courthion, L                | Schriftsteller                                             | Wallis (ohne phyisch-geographische Artikel) |                                  |                                                                                                |
| Daucourt, A.                | Stadtarchivar                                              |                                             |                                  | Katholische Landschaften                                                                       |
| de La Harpe, Eugen          | Bergsteiger                                                |                                             |                                  | Bezirke Pays d’Enhaut, Aigle, Vevey alpine Topographie (Waadt, Wallis, Bern, Uri, Unterwalden) |
| Dessonnaz                   | Redaktor                                                   | Freiburg                                    |                                  |                                                                                                |
| Diacon, Max                 | Bibliothekar                                               | Neuenburg                                   |                                  |                                                                                                |
| Dill, Oskar                 | Professor                                                  | Aargau                                      |                                  |                                                                                                |
| Dunant, Emil                |                                                            |                                             | Aventicum                        |                                                                                                |
| Ab Egg, G.                  | Professor                                                  | Uri                                         |                                  |                                                                                                |
| Erni, A.                    | Erziehungsrat                                              | Luzern                                      |                                  |                                                                                                |
| Etlin                       | Arzt                                                       | Obwalden                                    |                                  |                                                                                                |
| Flach                       | Seminarlehrer                                              | Zürich (historische Artikel)                |                                  |                                                                                                |
| Fontaine                    | Kantonsstatistiker                                         | Freiburg                                    |                                  |                                                                                                |
| Gerber, Fritz               | Postbürochef                                               |                                             |                                  | Post-, Telefon-, Telegrafenwesen                                                               |
| Gerster                     | Professor                                                  | St. Gallen                                  |                                  |                                                                                                |
| Godet, Paul                 | Professor                                                  |                                             |                                  | Fauna, Tiergeographie                                                                          |
| Guillarmod, Charles Jacot   | Ingenieur                                                  |                                             | Schweiz (einleitende Abschnitte) | Gipfel und Gruppen der Alpen                                                                   |
| Heierli                     | Privatdozent                                               |                                             |                                  | Urgeschichte                                                                                   |
| Heuscher, J.                | Professor                                                  |                                             |                                  | Fauna, Tiergeographie                                                                          |
| Heyer                       | Professor                                                  | Appenzell Ausserrhoden                      |                                  |                                                                                                |
| Imhof, Eduard               | Professor (Geographie)                                     |                                             |                                  |                                                                                                |
| Jaccard, Henri              |                                                            |                                             |                                  | Botanik                                                                                        |
| Jaccard, H.                 | Professor                                                  |                                             |                                  | Pflanzengeographie                                                                             |
| Jaccard, Paul               | Professor                                                  |                                             |                                  | Pflanzengeographie                                                                             |
| Jacottet, Henri             | Mitarbeiter Nouveau Dictionnaire de Géographie Universelle |                                             | Lugano                           |                                                                                                |
| Kälin, Meinrad              | Lehrer                                                     | Schwyz                                      |                                  |                                                                                                |
| Klopfenstein, C.            | Lehrer                                                     |                                             |                                  | Bernisches Mittelland                                                                          |
| Küchler, Viktor A.          | Vikar                                                      | Obwalden                                    |                                  |                                                                                                |
| Kurz, Louis                 |                                                            |                                             |                                  | Alpinismus                                                                                     |
| Lehner                      | Lehrer                                                     | Appenzell Innerrhoden                       |                                  |                                                                                                |
| Liardet, A.                 | Ingenieur                                                  | Waadt                                       |                                  |                                                                                                |
| Mangold                     | Kantonsstatistiker                                         |                                             |                                  | Volkswirtschaft, Statistik                                                                     |
| Mariani                     | Professor                                                  | Tessin                                      |                                  |                                                                                                |
| Meisser, S.                 | Archivar                                                   | Graubünden                                  |                                  |                                                                                                |
| von Morlot                  | Eidgenössischer Bauinspektor                               |                                             |                                  | Hydrographische Statistik                                                                      |
| Muoth                       | Professor                                                  |                                             | Rätoromanische Sprache           |                                                                                                |
| Naef, E.                    | Kantonsstatistiker                                         | Aargau                                      |                                  |                                                                                                |
| Oberholzer                  | Rektor                                                     | Glarus                                      |                                  | phyisch-geographische Artikel der Ostschweiz                                                   |
| Perrin, L.                  | Pfarrer                                                    | Neuenburg                                   |                                  |                                                                                                |
| Perrochet, Alexander        | Professor                                                  |                                             |                                  | Geologie                                                                                       |
| Pittard, Eugène             | Professor                                                  |                                             |                                  | Anthropologie                                                                                  |
| Rebmann                     | Regierungsrat                                              | Basel-Landschaft                            |                                  |                                                                                                |
| Renevier, E.                | Professor                                                  |                                             |                                  | Geologie                                                                                       |
| Ribi, F.                    | Erziehungssekretär                                         | Thurgau                                     |                                  |                                                                                                |
| Robert, Arnold              | Ständerat                                                  |                                             |                                  | Korrekturen und einige Spezialartikel                                                          |
| Rollier, Louis              | Privatdozent                                               |                                             |                                  |                                                                                                |
| Schardt, Hans               | Professor                                                  |                                             |                                  | Physische Geographie und Geologie                                                              |
| Schröter, C.                | Professor                                                  |                                             |                                  | Pflanzengeographie                                                                             |
| Tarnuzzer, Ch.              | Professor                                                  |                                             |                                  |                                                                                                |
| Tripet, Fritz               | Professor                                                  |                                             |                                  | Botanik                                                                                        |
| Wälli                       | Pfarrer                                                    | Thurgau                                     |                                  |                                                                                                |
| Weber                       | Landammann                                                 | Zug                                         |                                  |                                                                                                |
| Wehrli, Leo                 | Geologe, Gymnasiallehrer                                   |                                             |                                  |                                                                                                |
| Wyrsch                      | Landammann                                                 | Nidwalden                                   |                                  |                                                                                                |
| Wyss, B.                    | Professor                                                  | Solothurn                                   |                                  |                                                                                                |
| von Zeppelin, Eberhard Graf | Forscher                                                   |                                             | Bodensee                         |                                                                                                |
| Zobrist                     | Professor                                                  |                                             |                                  | Berner Jura                                                                                    |
| Zollinger, Edwin            | Seminarlehrer                                              | Basel-Stadt                                 |                                  |                                                                                                |
| Zollinger                   | Lehrer                                                     |                                             | Emmental                         |                                                                                                |
| Zoss, H.                    |                                                            |                                             |                                  | Statistik                                                                                      |